# Polichete
Polychaeta este o clasă de viermi inelați, de regulă, populează habitatele marine, doar un număr redus de specii sunt adaptate pentru apele dulci și salmastre. Corpul este cilindric, puțin turtit dorso-ventral, alcături din trei regiuni: cap, trunchi și pigidiu. Polichetele sunt animale segmentae, cu lungimea corpului între 1 mm și 3 m. Fiecare segment posedă parapodii purtătoare de cheți. Parapodiile sunt specializate în locomoție, unele prezintă branhii respiratorii.